# Seznam českých encyklopedií
Seznam významných encyklopedií vydaných v českém jazyce:

## Všeobecné encyklopedie
| Název                                               | Rok vydání             | Rozsah                       | Počet hesel                                | Poznámky |
| --------------------------------------------------- | ---------------------- | ---------------------------- | ------------------------------------------ | --- |
| Riegerův slovník naučný                             | 1860–1874,1890         | 11+1 svazků                  | 80 000                                     | První česká encyklopedie. Online Wikizdroje |
| Stručný všeobecný slovník věcný                     | 1874–1885              | 9 svazků                     |                                            | Hojně čerpal z Riegerova slovníku. Díly 2-9 online |
| Příruční slovník všeobecných vědomostí              | 1882–1887              | 2 svazky                     |                                            | Hlavní redaktor Josef Rank. První svazek online. |
| Ottův slovník naučný                                | 1888–1909              | 28 svazků                    | 140 000 až 186 000                         | Online Wikizdroje |
| Malý Ottův slovník naučný dvoudílný                 | 1905–1906              | 2 svazky                     |                                            | Zkrácená verze Ottova slovníku. Online |
| Velký lidový slovník naučný                         | 1907                   | 2 svazky                     |                                            | Sestavil Karel Ladislav Kukla, vydal Bedřich Kočí. První polovina (na stránky) slovníku obsahuje jen hesla A-Dia. Heslář je inspirován Ottovým slovníkem. |
| Ottův kapesní slovník naučný jednodílný             | 1908                   | 1 svazek, 1608 stran         |                                            | Zkrácená verze Ottova slovníku. |
| B. Kočího Malý slovník naučný                       | 1925–1930              | 2 svazky                     | 100 000                                    | Online |
| Masarykův slovník naučný                            | 1925–1933              | 7 svazků                     | 100 000                                    | Wikizdroje |
| Nový velký ilustrovaný slovník naučný               | 1929–1934              | 22 svazků                    | 100 000                                    | Online |
| Ottův slovník naučný nové doby - dodatky            | 1930–1943              | 12 svazků                    | 60 000                                     | Poslední dva svazky nevyšly. |
| Lidová praktická encyklopedie                       | 1930                   | 1 svazek                     |                                            | Redaktor Alois Hoch. Není klasickou encyklopedií, ale obsahuje abecedně seřazené články o praktických tématech (stavba knihovny, patentování vynálezů, statistiky o Praze, pravidla slušného chování).                                                              |
| Komenského slovník naučný                           | 1937–1938              | 10 svazků                    | 50 000                                     | |
| Encyklopedie československé mládeže pro školu a dům | 1929–1939              | 10 svazků                    |                                            | Není abecedně řazená, ale podle témat. |
| Příruční slovník naučný                             | 1962–1967              | 4 svazky                     | 42 472                                     | První poválečná encyklopedie |
| Malý encyklopedický slovník A-Ž                     | 1972                   | 1 svazek, 1456 stran         | 35 000                                     | Vychází z Příručního slovníku naučného |
| Ilustrovaný encyklopedický slovník                  | 1980–1982              | 3 svazky                     | 65 000                                     | |
| Malá československá encyklopedie                    | 1984–1987              | 6 svazků                     | 110 000                                    | |
| Encyklopedický slovník                              | 1993                   | 1 svazek, 1456 stran         | 30, 35 a 45 tisíc                          | Připravil Encyklopedický ústav Československé akademie věd. Vydal Encyklopedický dům a Odeon. Další vydání: Třísvazková Ilustrovaná encyklopedie (1995), Česká multimediální encyklopedie (1995, na CD-ROM). Malá ilustrovaná encyklopedie (1999, Levné knihy 2006) |
| Všeobecná encyklopedie v osmi svazcích              | 1999                   | 8 svazků                     | 100 000                                    | Též zkráceně ve čtyřsvazkové verzi |
| Universum                                           | 1999–2001              | 10 svazků                    | 150 000                                    | |
| CoJeCo.cz                                           | 2000–                  |                              | 107 000 v r. 2007                          | |
| Svět poznání                                        | ca. 2002               | 9 šanonů                     |                                            | Vydáno časopisecky. Rozděleno podle témat, nikoli abecedně. |
| Česká Wikipedie                                     | 2003–                  |                              | 568 526                                    | |
| Ottova encyklopedie A-Ž                             | 2004, 2007, 2010, 2019 | Jedno i dvou svazkové vydání | 10 000 v prvním vydání 36 ve dvousvazkovém | Vydalo Ottovo nakladatelství |

## Encyklopedie biografické, historické a vlastivědné
| Název                                 | Rok vydání | Rozsah                                    | Pozn.                                                       |
| ------------------------------------- | ---------- | ----------------------------------------- | ----------------------------------------------------------- |
| Vlastenský slovník historický         | 1877       | jeden svazek, 2286 hesel                  | Autor Jakub Malý. Wikizdroje                                |
| Československá vlastivěda             | 1929–1936  | 13 svazků                                 | Vydalo Sfinx / Bohumil Janda. Vedoucí redakce Václav Dědina |
| Československá vlastivěda             | 1963–1971  | 6 svazků                                  | Vydalo Orbis                                                |
| Český biografický slovník XX. století | 1999       | 3 svazky                                  | Autor Josef Tomeš                                           |
| Biografický slovník českých zemí      | 2004–      | 25 sešitů (A-Hol, 2022)                   |                                                             |
| Ottova encyklopedie Česká republika   | 2006       | 5 svazků                                  |                                                             |
| Akademická encyklopedie českých dějin | 2009–      | 7 svazků (A-L, 2021), plánováno celkem 15 |                                                             |

## Encyklopedie přírodovědné a technické
| Název                                       | Rok vydání             | Rozsah       | Pozn. |
| ------------------------------------------- | ---------------------- | ------------ | --- |
| Encyklopedie nauk přírodních                | 1895, 1896             | 2 svazky     | Vedl Bohuslav Raýman, vydalo Ottovo nakladatelství |
| Hospodářský slovník naučný                  | 1905, 1909, 1914, 1924 | 4 svazky     | Redaktor František Sitenský, vydalo nakladatelství F. Šimáček |
| Technický slovník naučný                    | 1927–1949              | 17 svazků    | Zpracovali Václav Kotyška a Vladimír Teyssler. Nakladatelství Borský a Šulc. |
| Encyklopedie výkonnosti                     | 1932–1934              | 3 svazky     | Vydalo nakladatelství Sfinx / Bohumil Janda |
| Naučná encyklopedie: slovník přírodních věd | 1940–1946              | 8 svazků     | Vedl Karel Kavina, vydal Josef Elstner. Nedokončeno. Knižně vydaná část končí heslem Otlukové zkoušky. Několik následných částí vyšlo jen časopisecky. Vyšlo též v čtyřech svazcích pod názvem Naučný slovník přírodních věd. |
| Technický slovník naučný                    | 1962, 1981             | 4 a 7 svazků | vydalo SNTL |
| Naučný slovník zemědělský                   | 1966–1992              | 13 svazků    | Vydalo Státní zemědělské nakladatelství, poslední díl jeho nástupce Brázda |
| Technický slovník naučný                    | 2001                   | 8 svazků     | Vydal Encyklopedický dům. Dostupné i na CD |

## Slovníky o současnosti a sociální
| Název                                                             | Rok vydání | Rozsah                   | Pozn. |
| ----------------------------------------------------------------- | ---------- | ------------------------ | --- |
| Kapesní Slovníček novinářský a konversační                        | 1850, 1851 | 2 sv                     | Sestavil Ludvík Ritter z Rittersbergu, neobsahuje např. přírodní vědy či dějiny. Poslední svazek končí písmenem M. (Dostupné online).          |
| Kapesní Slovník novinářský                                        | 1862       | 368 stran                | Sestavil Josef Rank. Dostupné v digitální knihovně                                                                                             |
| Kapesní Slovník světový                                           | 1891       | 631 stran                | Sestavil Josef Rank. Dostupné v digitální knihovně.                                                                                            |
| Politický slovníček novinářský: příruční knížka pro čtenáře novin | ca 1900    | 70 stran                 | Sestavil Jan J. Langner. Náklad A. Neuberta v Jilemnici.                                                                                       |
| Český slovník bohovědný                                           | 1912–1931  | 151 sešitů, v 5 svazcích | Sestavili Josef Tumpach a Antonín Podlaha, přestalo vycházet se smrtí Podlahy, poslední heslo je Itálie, vydal Václav Kotrba, dostupné online. |
| Naučný slovník aktualit 1938 a 1939                               | 1938, 1939 | 1 svazek pro každý rok   | Nakladatelství L. Mazáč, vrchní redaktor Zdeněk Tobolka, dostupné v digitální knihovně: (1938, 1939)                                           |
| Geografický místopisný slovník                                    | 1993       | 1 sv                     | Připravil Encyklopedický ústav ČSAV |

## Encyklopedie zdravotnické
| Název                           | Rok vydání | Rozsah    | Pozn.                                                                   |
| ------------------------------- | ---------- | --------- | ----------------------------------------------------------------------- |
| Encyklopedie praktického lékaře | 1939–1962  | 17 svazků | Nakladatelství Borský a Šulc. Od 14. svazku SZN. Vedoucí Miloš Netoušek |

## Rozpracované ale nevydané či nedokončené encyklopedie
Encyklopedie Františka Faustina Procházky
První známý pokus o vytvoření české encyklopedie učinil František Faustin Procházka na přelomu 18. a 19. století. V 80. letech 20. století bylo v jeho pozůstalosti nalezeno několik tisíc abecedně seřazených stránek (zpočátku blok A–J, později i další). Ta ale nikdy nebyla dokončena či vydána.
František Palacký
Další snaha o encyklopedii pochází od Františka Palackého který 1829 uveřejnil memorandum, ve kterém popsal, co by měla encyklopedie obsahovat, a představil její redakční radu. Plánoval tehdy vytvořit čtyř až pětisvazkové dílo. Kromě Palackého byl v radě také Josef Jungmann a Jan Svatopluk Presl. Projektu se 1830 ujala Matice Česká, ve které byl Palacký aktivní. Z potřebných 50 000 zlatých se jim za prvních 9 let podařilo vybrat jen zhruba třetinu. Několik ukázek z encyklopedie bylo ve 30. letech zveřejněno v časopisech Květy a Musejník. Práce na encyklopedii byla přerušovaná a 1852 byla úplně zastavena pro politické obavy. Nasbíraný materiál byl později použit pro Riegerův slovník.
Doplňky k Riegerovu slovníku
Roku 1890, šestnáct let po dokončení Riegerova slovníku vyšel první svazek doplňků s písmeny A až G. Žádné další doplňky už nevyšly.

###### Příruční ilustrovaný naučný slovník „České ročenky“
Roku 1926 vyšly jen dva sešity s hesly A – Bartoň Josef Ml na 192 stranách.
Encyklopedie nakladatelství Orbis
Zdeněk Nejedlý a F Bělohrádek pracovali za třetí republiky na encyklopedii pro nakladatelství Orbis.
Příručný encyklopedický slovník (slovensky)
První díl třísvazkového díla byl připraven a vysázen roku 1958, pak byl ale shledán ideologicky nevhodný a sazba rozmetána.
Encyklopedie Encyklopedického ústavu ČSAV:
- Velká československá encyklopedie. Zhruba dvacetisvazková encyklopedie která měla nahradit Ottův slovník. Byla připravována už od šedesátých let. Tým v úvodní fázi vedl Vladimír Procházka, který vedl přípravu PSN.

Další encyklopedie připravované Encyklopedickým ústavem Československé akademie věd mezi Sametovou revolucí a jeho zrušením (všechny měly připraveny většinu textů):
- Encyklopedie demokratické revoluce
- Slovník přírodních věd a techniky
- Encyklopedie životního prostředí

Velká všeobecná encyklopedie
Rozšířená verze encyklopedie Diderot. Roku 2000 vyšly čtyři svazky po 600-700 stranách. Poslední díl obsahuje slova do erb-.